# Ipomoea abyssinica
Ipomoea abyssinica là một loài thực vật có hoa trong họ Bìm bìm. Loài này được (Choisy) Schweinf. mô tả khoa học đầu tiên năm 1867.